# Ung Vänster
Ung Vänster er det svenske Vänsterpartiets ungdomsforbund. 
Forbundet har sine historiske rødder i Socialdemokratiska Ungdomsförbundet som blev grundlagt i 1903, og som efter en splittelse og navnebytte blandt andet blev kaldt Sveriges kommunistiska ungdomsförbund.
Den nuværende organisationen blev grundlagt i 1970, efter at daværende Vänsterpartiets Ungdomsforbund var brudt med partiet og fortsatte som en selvstændig organisation under navnet Marxist-Leninistiska Kampförbundet. Ungdomsforbundet fik sit nuværende navn i 1991.
Ung Vänster beskriver i dag sin ideologi som socialisme og feminisme.